# Halten
Pour l’article homonyme, voir Halten (Trøndelag).
Halten est une commune suisse du canton de Soleure, située dans le district de Wasseramt.

Vue aérienne (1970)